# Bad Manners (band)

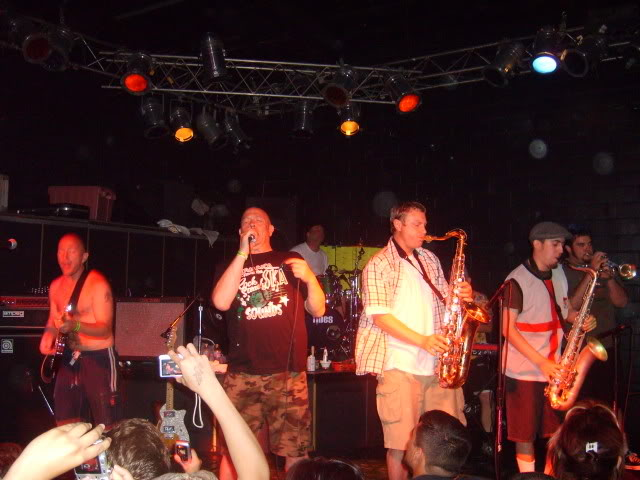
Bad Manners in 2007

Bad Manners is een skaband uit Engeland onder leiding van zanger en enig vast lid Doug Buster Bloodvessel Trendle.

## Geschiedenis

### 1976-1981
De band werd in 1976 opgericht en genoot aanvankelijk een grote populariteit bij spoorweg- en verkeerswerkers, vandaar het geel-zwarte logo. Bad Manners deed de groepsnaam eer aan. Zo kotste de zwaarlijvige Buster (goed voor een eetrecord van achtentwintig hamburgers en een boycot door all you can eat-restaurants) het publiek onder nadat hij een halve schaal snacks had opgegeten tijdens het nummer Cheese and Pickle Blues, en werd er een concert gegeven voor kansarme kinderen waarbij de band aan het eind van de avond zelf het geld in ontvangst nam en er meteen vandoor ging.
Met de ska-explosie op komst leek een contract bij het pas opgerichte label 2 Tone de volgende stap, maar de band wees het aanbod af en tekende bij Magnet. "2 Tone was een label voor bands die nergens anders terechtkonden, maar wij werden door iedereen op de hielen gezeten" vertelde Buster aan New Musical Express. Desondanks werd de humoristische band (in wie de nutty boys van Madness hun meerdere erkenden) tot de 2 Tone-beweging gerekend.
In 1980 verscheen het debuutalbum Ska 'n B en brak er een periode aan waarin er hits werden gescoord als Lip Up Fatty, Special Brew, Just A Feeling en Can Can die nog altijd vast onderdeel van het repertoire zijn. De single Can Can werd uitgeroepen tot Alarmschijf in 1981. Ook verscheen Bad Manners met regelmaat in televisieprogramma's in Engeland en op het Europese vasteland; alleen in Italië mocht de band tien jaar lang niet op televisie komen nadat Buster zijn broek had laten zakken in een rechtstreekse uitzending die door de paus werd bekeken.

### 1982-1987
Samen met Madness overleefde Bad Manners de ska-backlash; beide bands gingen vanaf 1982 serieuzere muziek maken. In het geval van Bad Manners betekende dit meer soul-invloeden.
Nadat het contract met Magnet afliep stapte de band over naar Portrait; dit sublabel van Epic beloofde een Amerikaanse doorbraak maar dat zou uiteindelijk tegenvallen. Het album Mental Notes liep hoog in de kosten op en werd geen megasucces. In Europa, waar de band uit zicht dreigde te raken, werd het om contractuele redenen pas in 1999 uitgebracht; twee singles daargelaten. Bad Manners toerde veel door de VS, maar toen de doorbraak uitbleef verscheurde Buster het contract en werd de tournee afgebroken.
Terug in Engeland kreeg de band een aantal tegenslagen te verwerken. Het contract bleek nog rechtsgeldig waardoor er voorlopig niet bij een andere maatschappij kon worden getekend; percussionist Jimmy Scott, inspirator van het Beatles-nummer Ob-La-Di, Ob-La-Da, overleed aan een longontsteking, en er moest een hoge belastingschuld worden betaald waardoor er van de dagelijkse gage nog maar 10% overbleef. Om toch het hoofd boven water te houden, maar ook om een platform te bieden aan nummers die niet in het Bad Manners-repertoire pasten, werd Buster's All Stars opgericht; deze band speelde in kleine zalen terwijl Bad Manners in grote zalen de belastingschuld afwerkte.

### 1988-nu
In 1988 waren de geldzorgen achter de rug en integreerde Buster de All Stars in een nieuwe Bad Manners waarvan ook ex-Specials-trombonist Rico Rodriguez geruime tijd deel uitmaakte. In 1989 verscheen het album Return Of The Ugly op het voormalige skalabel Blue Beat dat Buster had opgekocht en twee jaar lang vanuit de achtertuin van zijn oude huis runde. Met Bad Manners scoorde hij geen hits meer, wel als gastzanger op This Is Ska van Longsy D.  
Daarna werd een contract getekend bij het Duitse label Pork Pie Records en namen ze het coversalbum Fat Sound (werktitel Labour of Lust) op dat pas in 1993 werd uitgebracht.
Midden jaren 90 ging Bad Manners voor het eerst in bijna tien jaar weer op tournee door Amerika, en met het album Don't Knock The Baldheads - het titelnummer was een cover van de Britse band Headline - werd ingehaakt op de derde skagolf. In 2003 volgde Stupidity dat in eigen beheer werd uitgebracht. Na jarenlang te zijn begroet met "You fat bastard!" besloot Buster om af te vallen en zijn maag te laten verkleinen.
Bad Manners tekende een contract bij Skanky'Lil Records. en bracht in december 2012 na dertien jaar een nieuwe single uit; What Simon Says. Diezelfde maand kwamen de nog levende originele leden weer bij elkaar naar aanleiding van een 'hoe gaat het met...?'-krantenartikel (zie onder). De reünie kreeg 18 juli 2013 een vervolg, op loopafstand van het voormalige schoolgebouw waar de band 37 jaar eerder werd opgericht.
In 2016 vierde Bad Manners het veertigjarig jubileum met een Engelse tournee.

## Waar zijn ze nu?
- Harmonicaspeler Winston Bazoomies verliet meerdere keren de band totdat hij begin jaren 90 definitief stopte. Hij overleed in december 2022.
- Gitarist Louis Alphonso verhuisde eind jaren 90 naar Parijs; in 2015 verscheen zijn soloalbum A Noir op het French Fries-label.
- Toetsenist Martin Stewart stapte in 1991 over naar de heropgerichte skaband The Selecter waarmee hij tot 2006 optrad. Stewart woont met zijn gezin in Middlesex en speelt nu bij The Skatalysts.
- Bassist David Farren, die het oorspronkelijke groepslogo en de hoes van het album Gosh It's... Bad Manners ontwierp, speelt in de tribute-band Rollin' Stoned.
- Drummer Brian Tuitt (Chewit), tegenwoordig woonachtig in Kent, vertrok in 1987 en begon een eigen opname-/oefenstudio. Hij speelt nu bij Ben Russell & The Charmers en de tribute-band Barry White Unlimited Love Tour.
- Saxofonist Chris Kane, sinds 2015 woonachtig in Cambridgeshire, gaf in de jaren 90 muziekles en trad op met The Jordanaires. Hij speelt nu in meerdere bands.
- Saxofonist Andrew Marson vertrok in 1987; hij speelt nu in de countryband The Drawbacks en werkt daarnaast als timmerman.
- Trompettist Paul Hyman woont tegenwoordig in Enfield. Sinds zijn vertrek eind jaren 80 is hij werkzaam bij de Beurs van Londen.

## Discografie

### Albums
| Jaar | Album                    | Label     | VK | Certificatie |
| ---- | ------------------------ | --------- | -- | ------------ |
| 1980 | Ska 'n' B                | Magnet    | 34 | VK: Zilver   |
| 1980 | Loonee Tunes!            | Magnet    | 36 | VK: Zilver   |
| 1981 | Gosh It's... Bad Manners | Magnet    | 18 | VK: Zilver   |
| 1982 | Forging Ahead            | Magnet    | 78 | -            |
| 1985 | Mental Notes             | Portrait  | -  | -            |
| 1989 | Return of the Ugly       | Blue Beat | -  | -            |
| 1992 | Fat Sound                | Pork Pie  | -  | -            |
| 1997 | Heavy Petting            | Moon      | -  | -            |
| 2003 | Stupidity                | Bad       | -  | -            |

### Singles
| Titel                              | Datum uitgave  | VK singlehitlijst | Aantal weken in hitlijsten |
| ---------------------------------- | -------------- | ----------------- | -------------------------- |
| Ne-Ne Na-Na Na-Na Nu-Nu            | Februari 1980  | 28                | 14                         |
| Lip Up Fatty                       | Juni 1980      | 15                | 14                         |
| Special Brew                       | September 1980 | 3                 | 13                         |
| Lorraine                           | December 1980  | 21                | 12                         |
| Just A Feeling                     | Maart 1981     | 13                | 9                          |
| Can Can                            | Juni 1981      | 3                 | 13                         |
| Walking In The Sunshine            | September 1981 | 10                | 9                          |
| The R'n'B Party Four (ep)          | November 1981  | 34                | 9                          |
| Got No Brains                      | Mei 1982       | 44                | 5                          |
| My Girl Lollipop (My Boy Lollipop) | Juli 1982      | 9                 | 7                          |
| Samson And Delilah                 | Oktober 1982   | 58                | 3                          |
| That'll Do Nicely                  | April 1983     | 49                | 3                          |
| Blue Summer                        | Augustus 1985  | -                 | -                          |
| What The Papers Say                | December 1985  | -                 | -                          |
| Tossin' In My Sleep                | Maart 1986     | -                 | -                          |
| Skaville UK                        | Mei 1989       | -                 | -                          |
| Gonna Get Along Without You Now    | Juli 1989      | -                 | -                          |
| Christmas Time Again               | November 1989  | -                 | -                          |
| Fatty's Back in Town (ep)          | September 1995 | -                 | -                          |
| Millennium Knees Up                | December 1999  | -                 | -                          |